# Tsūkō ichiran
Le Tsūkō ichiran (通航一覧) est une compilation du milieu du XIXe siècle japonais de documents ou « enquête sur les relations » en rapport avec les relations extérieures des Tokugawa et du shogunat Tokugawa.

## Présentation
Ces documents, descriptions et commentaires qui couvrent les relations bilatérales et internationales japonaises, sont répartis en sections par pays dans 350 volumes. Le texte est organisé chronologiquement à l'intérieur de chacune des sections.
Cette étude historique est compilée en 1853 par le conseiller en chef des relations étrangères du shogunat, daigaku-no-kami Hayashi Akira (aussi connu sous le nom Hayashi Fukusai). Avec l'aide d'autres collaborateurs, Akira réalise un ensemble qui rassemble des documents couvrant la période allant de 1566 à 1825. 
- 1853 (ère Kaei 6) : Akira achève le Tsūkō ichiran. L'ouvrage est créé sous les ordres du Bakufu pour compiler et éditer des documents relatifs aux échanges économiques et diplomatiques en Asie orientale et, par exemple, il comprend une description détaillée d'une ambassade d'hommage Ryukuan à la cour chinoise Qing à Pékin[4].

Le but de ce projet était de développer un guide de politique fondée sur deux siècles et demi de précédents diplomatiques. Par exemple, le Daiyūin tono ojikki (Chronique du shogun Iemitsu) de Narushima Motonao (1778-1862) est cité; et un extrait susmentionné présente une analyse sans aucun doute convaincante :
- 1846 (ère Shōhō 3, 10e mois) : « L'envoi d'une expédition militaire du Japon [en Chine] ne serait pas réussie et non seulement serait humiliant pour les Japonais, mais assurerait un ennemi à long terme d'un pays étranger, et il causerait un préjudice éternel. Même si les troupes japonaises devaient remporter des victoires et des gains territoriaux, ce serait comme un sol rocheux, d'aucun avantage pour le pays, et appellerait les catastrophes dans les années à venir » -- attribué à Tokugawa Yoshinobu[5].

Le texte est réimprimé en caractères amovibles et publié en huit volumes en 1912-1913. L'annexe en vingt-trois volumes sur les défenses côtières, Tsūkō ichiran zokushū, est publié à la même époque.

## Source de la traduction
- (en) Cet article est partiellement ou en totalité issu de l’article de Wikipédia en anglais intitulé « Tsūkō ichiran » (voir la liste des auteurs).